# 无柱兰
无桂兰（学名：Amitostigma gracile）为兰科无柱兰属的植物。分布在朝鲜半岛、日本、台湾岛以及中国大陆的湖南、浙江、安徽、广西、山东、江苏、辽宁、福建、贵州、河北、河南、四川、陕西、湖北等地，生长于海拔180米至3,000米的地区，多生于林下阴湿处覆有土的岩石上、山坡沟谷边或山坡灌丛下。

## 别名
细葶无柱兰（中国高等植物图鉴、浙江植物志、福建植物志） 小雏兰（台湾植物志） 合欢山兰（台湾兰科植物彩色图志）

## 异名
- Amitostigma gracile (Bl.) Schltr. var. manshuricum Kitag.